# Pifkó Péter
Pifkó Péter (Esztergom, 1950. augusztus 16. – Esztergom, 2013. szeptember 28.) magyar–történelem szakos tanár, színháztörténész, irodalomtörténész, irodalmi muzeológus.

## Élete
Általános és középiskoláit is Esztergomban végezte. Magyar-történelem szakos tanári, majd levéltáros-történész diplomát szerzett. Bölcsészdoktori munkáját 1987-ben védte meg az ELTE-n. Első munkahelye a Komárom Megyei Levéltár volt, ahol két év megszakítással (Dorogi Művelődési Ház) 15 évig dolgozott. Elsősorban a 18–19. századi Esztergom megye és Esztergom szabad királyi város iratanyagának referenciája tartozott hozzá. Ez határozta meg kutatási területét is, és a megjelent publikációk többsége is ebből az időszakból került ki.
1972-től elsősorban a levéltár színháztörténeti anyagának feltárását végezte. Ennek eredményeként a Magyar Színházi Intézet 1983-ban modellként a színháztörténeti füzetekben megjelentette a Komárom Megyei Levéltár színháztörténeti iratait. Ezt követően több levéltár is elvégezte a színháztörténeti iratok feltárását. A színháztörténet mellett település- és társadalomtörténeti kutatásokat folytatott, s e témákban publikált.
1986-tól a Komárom-Esztergom Megyei Múzeumhoz került mint irodalomtörténész, irodalmi muzeológus. Feladata a megye irodalmi emlékhelyeinek felügyelete, gondozása volt. Ebből is kiemelkedett az esztergomi Előhegyen lévő Babits Emlékmúzeum, amelyet a költő halálának 50. évfordulójára a Petőfi Irodalmi Múzeummal közösen rendeztek újjá. Pifkó Péter emlékére később az emlékház közelében utcát neveztek el, és emléktáblát avattak.
Irodalmi publikációi is elsősorban Babitshoz és Balassa Bálinthoz kapcsolódtak. Esztergom tudományos életét összefogó Balassa Bálint Társaság 1980-ban alakult újjá, amelynek a kezdetektől elnökségi tagja, évekig főtitkára volt. A múzeumi évek alatt került sor Majer István (1813-1893) kanonok 1200 kötetes aprónyomtatvány-gyűjteményének feldolgozására, amely a Főszékesegyházi Könyvtárban található. A feltárást és katalogizálást feleségével, Zachar Annával közösen végezték el.
Anyagi okokra hivatkozva a megye 1996-ban megszüntette az irodalomtörténészi státuszt. Ezután az esztergomi Géza Fejedelem Ipari Szakképző Iskolában tanított magyart és történelmet. A tanítás mellett továbbra is folytatta a kutatómunkát, s újabb publikációi jelentek meg a már említett témakörökben.
Tudományos tevékenysége elismeréseként a Magyar Tudományos Akadémia 2000-ben Akadémiai Pályadíjban részesítette. Haláláig végezte történészi kutatómunkáját.

## Művei
- Pifkó Péter: Esztergomi utcák: 1700-1990, Esztergom: Szerzői kiadás, 1990
- Pifkó Péter: Esztergom helytörténeti kronológiája a kezdetektől 1950-ig, Esztergom: Szerzői kiadás, 2000
- Pifkó Péter (összeáll., a bevezetőt és a jegyzeteket írta): Esztergom színháztörténetének forrásai a Komárom megyei levéltárban, 1816-1944, Budapest: MSZI, 1983
- Pifkó Péter: Fürdőélet Esztergomban, Esztergom: Szent István Fürdő, 1997
- Pifkó Péter: Az 1838-as árvíz története és összeírása, Esztergom: kézirat, 1988

## Forrás
- https://www.infoesztergom.hu/hirek/olvas/permalink:im-memoriam-pifko-peter-videoval-2013-10-11-095752